# Kuhbach (Lahr)
Kuhbach ist ein Ortsteil der Stadt Lahr/Schwarzwald im Ortenaukreis in Baden-Württemberg.
Die ehemals selbständige Gemeinde Kuhbach ist flächenmäßig mit rund 187 Hektar und 1600 Einwohnern heute der zweitkleinste Stadtteil von Lahr. Das Dorf liegt im Tal der 55 Kilometer langen Schutter und erstreckt sich begrenzt durch Schwarzwaldvorberge, die Kernstadt Lahr und den Nachbarstadtteil Reichenbach, entlang der Bundesstraße 415.

## Geographie

### Lage
Kuhbach liegt am Westrand des Schwarzwaldes, östlich von Lahr, im unteren Schuttertal. Die Schutter durchfließt, von Reichenbach kommend, den Ort. Die Gemeinde liegt eingebettet in einem Tal zwischen Lahr und dem vorderen Schwarzwald. Die Erweiterungsmöglichkeiten für Kuhbach sind nach Norden und Süden durch die ersten Schwarzwaldberge, nach Osten durch den Stadtteil Reichenbach und nach Westen durch die Kernstadt begrenzt.

### Klima
Kuhbach liegt in einer Zone mit warm- und feucht-gemäßigtem Klima, wobei es große Unterschiede gibt: In der Ebene ist es wärmer und trockener, in den Wäldern drumherum eher kühl und frisch. Wegen der mittleren Durchschnittstemperatur von 10,8 °C gilt die Gemeinde als eine der wärmsten Deutschlands.
Auch mit durchschnittlich 1.700 Sonnenstunden pro Jahr nimmt Kuhbach einen vorderen Platz ein.

### Nachbargemeinden
Die Gemarkung Kuhbach grenzt im Norden an Schuttern, im Osten an Reichenbach und im Süden, Westen und Norden an Lahr.

## Geschichte

### Herrschaft der Geroldsecker
Kuhbach, im Jahre 1035 erstmals urkundlich unter dem Namen „Cuobach“ erwähnt, war mit seinen 185 Hektar  die zweitkleinste Gemeinde im alten Landkreis Lahr. Die geringe Fläche war wohl der Grund dafür, dass schon im vorigen Jahrhundert nur wenige Familien von der Landwirtschaft leben konnten. Obwohl der Ort sowohl im Norden wie auch im Süden von Wäldern umgeben ist, besaß die Gemeinde nur 11 Hektar Wald.
Kuhbach gehörte zunächst den Geroldseckern und kam bei der Teilung 1278 an Hohengeroldseck (Vogtei Seelbach). Kirchlich gehörte es zunächst zur Burgheimer Kirche, dann zur Pfarrei Lahr. Nach der Gegenreformation in Hohengeroldseck wurde der Ort wieder katholisch.
Ein Zeuge der Kuhbacher Geschichte ist das alte Galluskirchlein am Eingang zum Brudertal.
Untersuchungen bei der Renovierung im Jahre 1974 ergaben, dass die Kirche zwischen 1249 und 1253 erbaut wurde. Dies ist auch die Zeit der Erbauung der Burg Geroldseck. Seit der Renovierung finden im Galluskirchlein wieder regelmäßig Gottesdienste statt.
Weit über die Gemarkungsgrenze hinweg war über Jahrhunderte die Wallfahrt im Brudertal bekannt. Die „Wallfahrt zur schmerzhaften Mutter Gottes“ erlebte in ihrer fast tausendjährigen Geschichte viele Auf- und Niedergänge. An den Jahrtausendwenden trafen sich an den traditionellen Wallfahrtstagen bis zu 5000 Gläubige. Auch heute noch begehen mehrere Pfarrgemeinden aus der Ortenau ihre Gemeindewallfahrt im Brudertal.

### Großherzogtum Baden
Als die Herrschaft des Fürstentums Hohengeroldseck 1819 endete, kam Kuhbach zum Großherzogtum Baden.

### 19. und 20. Jahrhundert
Über lange Zeit fanden die Kuhbacher Bürger Arbeit in den bekannten Steinbrüchen, die noch bis in die fünfziger Jahre den weithin begehrten Buntsandstein lieferten. Heute zeugt nur noch ein Steinbruch an der Gemarkungsgrenze zu Lahr von dieser Steinbrechertradition.
Nach dem Zweiten Weltkrieg entwickelte sich Kuhbach mehr und mehr zu einer reinen Wohngemeinde. Die traditionellen Betriebe wie die Steinbrüche, die Stumpen- und Zigarrenfabriken kamen zum Erliegen. Landwirtschaft wurde fast nur noch im Nebenerwerb geführt. Dennoch bemühten sich die Kommunalpolitiker in den fünfziger Jahren um Gewerbeansiedlung, und es gelang ihnen, einen elektronischen Betrieb in Kuhbach anzusiedeln. In diesem Betrieb fanden zeitweilig bis zu 400 Menschen Arbeit.
Mit diesem kräftigen Gewerbesteuerzahler im Rücken konnte sich die Gemeinde auch an den Neubau aller öffentlichen Gebäude wagen. So wurden bis zur Eingemeindung, die am 1. Januar 1972 wirksam wurde, ein neues Rathaus mit Feuerwehrhaus, das Schulhaus und die Festhalle fertiggestellt.
Der wirtschaftliche Rückgang dieses Unternehmens zu Beginn der 80er Jahre traf deshalb den Stadtteil besonders schwer. Im Juni 1991 wurde die Produktion endgültig eingestellt, die Gebäude des Unternehmens am Südrand Kuhbachs teils als Asylbewerberunterkunft, teils als Lager zweckentfremdet.
Anfang 1996 ging auch diese Nutzung zu Ende. Für die vor gut 30 Jahren mit größten Erwartungen errichteten Fabrikationsgebäude konnte keine geeignete Nutzung gefunden werden.

### 21. Jahrhundert
Kuhbach hat sich zu einer reinen Wohngemeinde entwickelt, mit Kindergarten und Grundschule, mit den notwendigen Geschäften und Einrichtungen, Kirchengemeinden, Organisationen und Vereinen.
Besondere Pluspunkte der Ortschaft sind die unmittelbare Nähe zur Kernstadt Lahrs, auch die Nähe zur Natur, zum Wald, denen jedoch ein großer Minuspunkt, die stark befahrene Bundesstraße B415, gegenübersteht.

## Demographie
Einwohnerzahlen nach dem jeweiligen Gebietsstand.
| Jahr | Einwohnerzahl |
| ---- | ------------- |
| 1852 | 463           |
| 1871 | 495           |
| 1880 | 583           |
| 1890 | 581           |
| 1900 | 689           |
| 1910 | 840           |
| 1925 | 941           |
| 1933 | 941           |
| 1939 | 1.004         |
| 1950 | 1.159         |
| 1956 | 1.195         |
| 1961 | 1.266         |
| 1970 | 1.506         |
| 2015 | 1.471         |
| 2018 | 1.506         |

## Politik

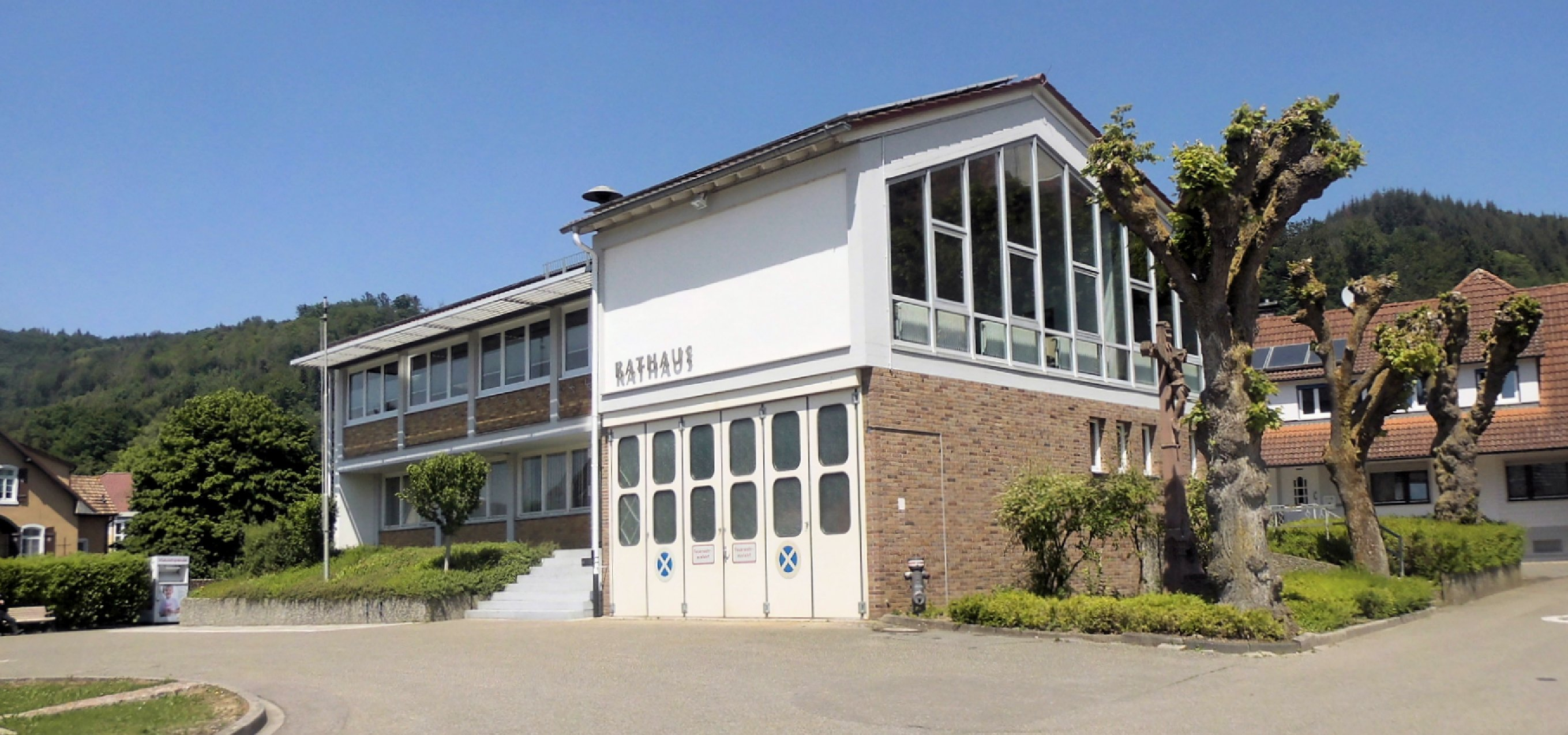
Rathaus Kuhbach

### Ortschaftsverfassung
In Lahr gilt die Ortschaftsverfassung. Das bedeutet, dass es in allen Lahrer Stadtteilen eine Ortsverwaltung und einen Ortschaftsrat mit Ortsvorsteher bzw. Ortsvorsteherin gibt.
Die Mitglieder des Ortschaftsrats werden alle fünf Jahre von den Bürgern des jeweiligen Stadtteils gewählt.
Der Ortschaftsrat berät die örtliche Verwaltung. Der Gemeinderat muss bei seinen Entscheidungen in wichtigen örtlichen Angelegenheiten die Meinung der Vertreter des Stadtteilgremiums berücksichtigen. Der Ortschaftsrat soll die örtliche Verwaltung beraten und hat ein Vorschlagsrecht in allen Angelegenheiten, die den Stadtteil betreffen. Er ist zu wichtigen, den Stadtteil betreffenden Angelegenheiten vor der Entscheidung durch die zuständigen Gremien zu hören. Für Aufgabenbereiche, die dem Ortschaftsrat zugewiesen wurden, entscheidet er anstelle des Gemeinderats. Außerdem können die Ortschaftsräte für alle Angelegenheiten in ihrem Stadtteil Vorschläge an den Gemeinderat machen.

### Ortsverwaltung
Die Mitarbeiter der Ortsverwaltung sind für die Bürger die ersten Ansprechpartner in zahlreichen Verwaltungsangelegenheiten. Man erhält bei dieser Einrichtung z. B. Dienstleistungen im Einwohnermeldewesen, Pass- und Ausweiswesen, bei Bestattungen oder in Führerscheinangelegenheiten.
Der Ortsvorsteher und die Ortsverwaltungen bereiten die Sitzungen der Ortschaftsräte vor und setzen deren Beschlüsse um.

### Ortsvorsteher
Der Ortsvorsteher vertritt den Oberbürgermeister und die Beigeordneten ständig beim Vollzug der Beschlüsse des Ortschaftsrates und bei der Leitung der örtlichen Verwaltung.
Ortsvorsteher der Gemeinde Kuhbach ist Norbert Bühler (SPD), sein Stellvertreter ist Stephan Müller (CDU).

### Wappen

In Blau über erniedrigtem silbernem Wellenbalken eine hersehende goldene Kuh mit aufgebogenem Schwanz.

## Sehenswürdigkeiten und Kultur

### Sport- und Freizeitangebote
Zu den wichtigsten Organisationen und Vereinen aus Kuhbach zählen das DRK Ortsgruppe Kuhbach/Reichenbach, die Freiwillige Feuerwehr Lahr (Abteilung Kuhbach), der Kreative Sportclub, der Musikverein Kuhbach, der Obst- und Gartenbauverein, die Ringergemeinschaft Lahr/Kuhbach, der Schwarzwaldverein Kuhbach-Reichenbach, der Sportclub Kuhbach/Reichenbach, der Singkreis der katholischen Kirchengemeinde sowie die VdK Ortsgruppe Kuhbach. Seit wenigen Jahren werden die Räume der Kegelbahn als Jugendtreff genutzt.

### Vereinsleben

#### SC Kuhbach-Reichenbach
Der SC Kuhbach-Reichenbach wurde am 1. Juli 1996 durch eine Fusion der Vereine FV Kuhbach und FV Reichenbach gegründet. Die Vereinsfarben sind Rot und Weiß. Heute hat der Verein knapp 430 Mitglieder.

## Wirtschaft und Infrastruktur

### Verkehr
Durch Kuhbach führt die stark befahrene Bundesstraße B415, auf der seit 16. Mai 2008 ein Tempolimit von 40 km/h gilt. Kuhbach profitiert durch seine Nähe zur Kernstadt Lahr und die unmittelbare Nähe zu Natur und Wald. Radwege führen in das Zentrum Lahrs.

### Bildung
Kuhbach verfügt über eine Grundschule mit den Klassen 1 bis 4. 81 Schüler, davon 35 Mädchen und 46 Jungen besuchten Anfang 2009 die Schule und wurden von fünf Lehrkräften unterrichtet. Die Schule liegt am Südhang des Ortes in unmittelbarer Nähe zum Walde. Im selben Gebäude befinden sich der städtische Kindergarten und angegliedert die Sport- und Festhalle. Seit dem Schuljahr 2002/03 besteht die Möglichkeit einer nachmittäglichen Betreuung durch die sozialpädagogische Schülerhilfe der AWO (Hausaufgabenerledigung sowie Freizeit- und Kreativbereich). Nach Abschluss der Grundschule wechseln die Schüler in der Regel zur  Realschule Seelbach, in das Max-Planck-Gymnasium Lahr oder das Clara-Schumann-Gymnasium Lahr.

## Pfarrgemeinde Mariä Heimsuchung
Die im Jahre 1908 erbaute Pfarrkirche Mariä Heimsuchung ist der weiterhin sichtbare Versammlungsort von ca. 1000 Katholiken des Ortsteils Kuhbach.
Die Pfarrkirche wurde in den vergangenen Jahren unter großer Mithilfe der Gemeindemitglieder renoviert und ist der stilvolle Ort für festliche Gottesdienste. Dazu trägt neben der Ausstattung ganz wesentlich auch die historische  Stieffel-Orgel bei.
Neben der Pfarrkirche hat die Gemeinde mit der ehrwürdigen Galluskirche ein Kleinod, in den Jahren 1253–1259 erbaut. Das Innere schmücken Fresken aus dem 14. Jahrhundert und eine gotische Pieta. Dieses Gotteshaus dient vor allem für Gottesdienste in der Woche und für Vespergottesdienste am Wochenende.
Als dritter Versammlungsort ist das Pfarrheim in der Hauptstraße zu erwähnen. Der ehemalige Kindergarten wurde in Eigenarbeit umgebaut und kann so als Ort der Begegnung nach den Gottesdiensten und für Feste im Laufe des Jahres genutzt werden.
Beide Kirchen, wie auch das Pfarrheim nutzen auch die evangelischen Mitchristen.
Frauen und Männer sind als Lektoren, Kommunionshelfer sowie als Kantoren, Sänger und Musiker im Singkreis zusammengefasst, bei der Gestaltung des Gemeindelebens ebenso wie Mädchen und Jungen bei der Ministrantengruppe, aktiv.

Kirchen in Kuhbach
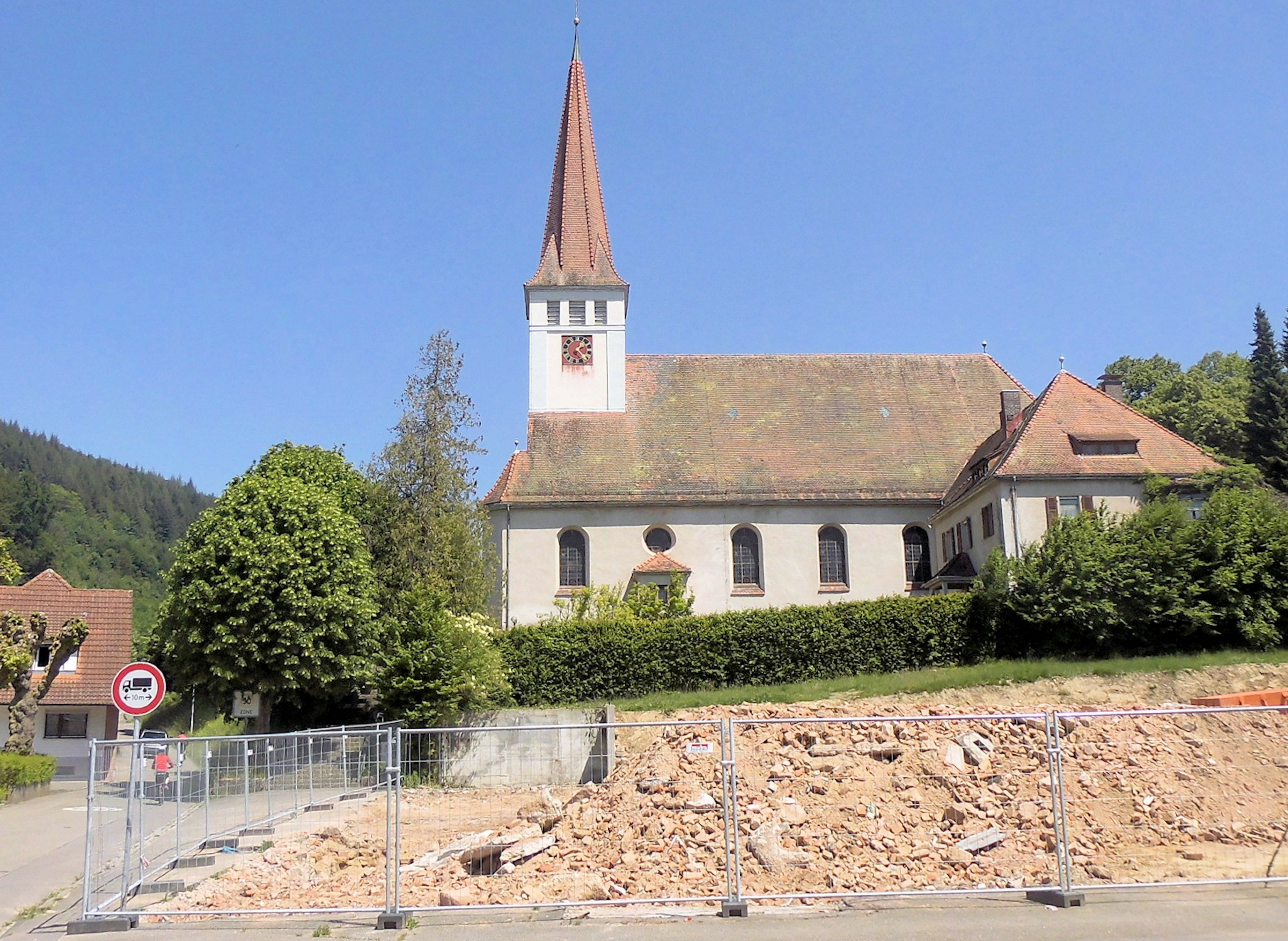
Mariä Heimsuchung
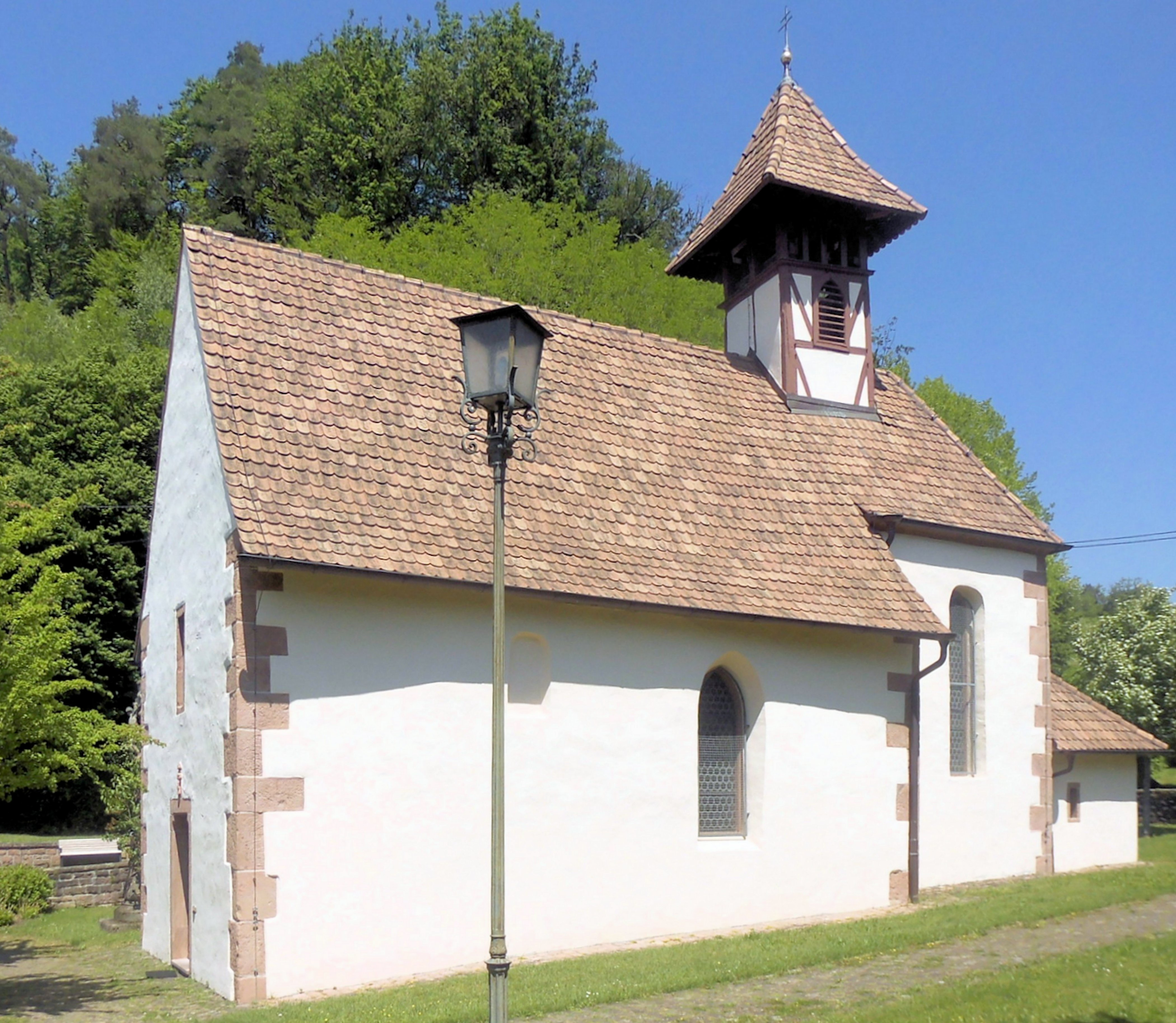
Galluskirche
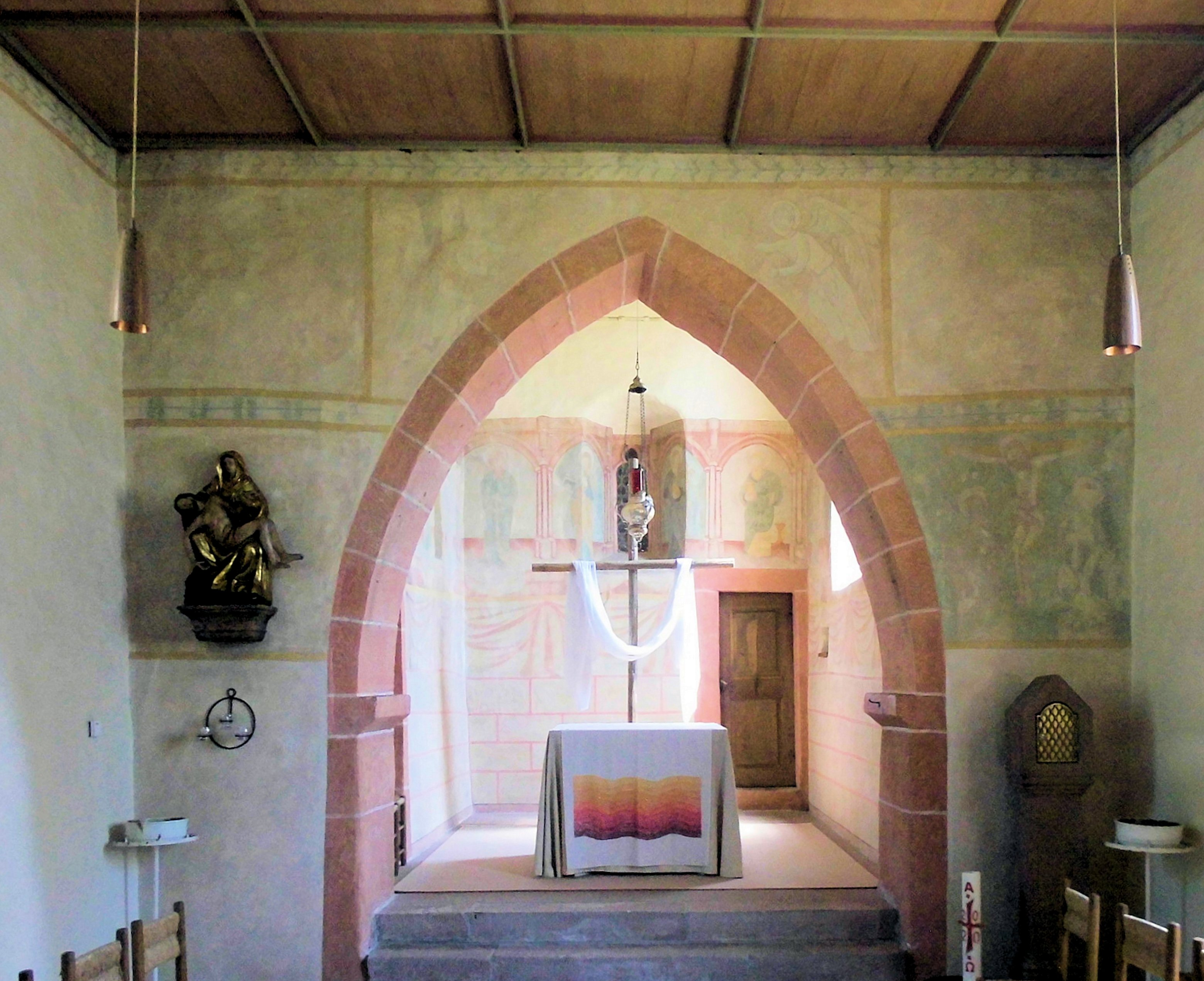
Innenansicht der Galluskirche

## Persönlichkeiten

### Söhne und Töchter des Ortsteils
- Sophia Schell (1801–1875), 38. Äbtissin im Kloster Lichtenthal
- August Hättig (1898–1942), Missionar und Märtyrer

### Weitere Persönlichkeiten
Mit Sascha Riether und Timo Reus stammen aus Kuhbach zwei Profi-Fußballer, die ihre ersten Erfahrungen beim heutigen Verein SC Kuhbach-Reichenbach gemacht haben.
Der Trompeter, Entertainer, Witzerzähler und Kolumnist Helmut Dold ist ein bekannter regionaler Mundartkünstler und Musiker, der ebenfalls aus Kuhbach stammt. Als „Hämme“ hat er Kultstatus.